# Ypsora violascens
Ypsora violascens là một loài bướm đêm trong họ Erebidae.